# Adolf III. (Schauenburg und Holstein)

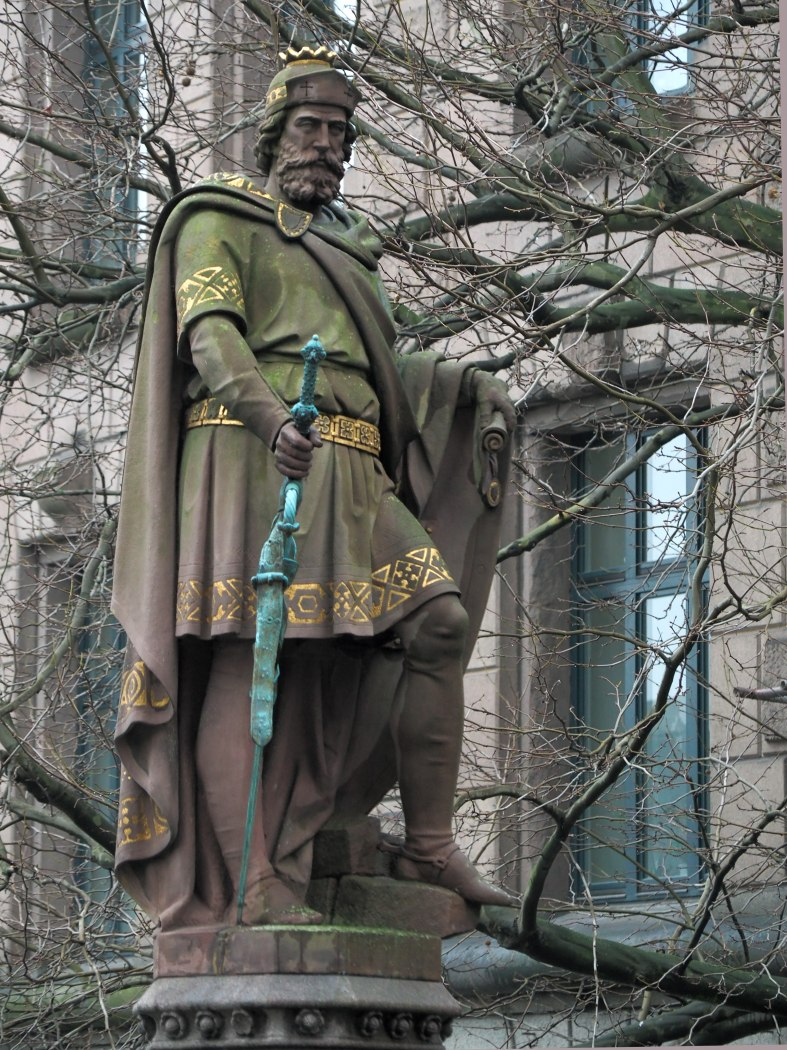
Statue auf der Trostbrücke in Hamburg von Engelbert Peiffer

Adolf III. (* 1160; † 3. Januar 1225) war Edler Herr von Schauenburg und Herr der nordelbischen Gaue Holstein und Stormarn. 
Er war der Gründer einer Handels- und Marktsiedlung am westlichen Alsterufer, heute Teil der Hamburger Altstadt.

## Leben
Adolf III. war der einzige Sohn von Adolf II. von Schauenburg und Holstein und dessen Ehefrau Mechthild von Schwarzburg-Käfernburg, einer Tochter des Grafen Sizzo III. von Schwarzburg-Käfernburg. Er war ein Cousin von Adolf I. von Dassel.
Adolf III. folgte seinem Vater 1164 in der Herrschaft – zunächst unter der Vormundschaft seiner Mutter, des Holsteiner Overboden Marcrad I. und des Bruno. Er war eine Stütze des Welfen-Herzogs Heinrich des Löwen, begleitete diesen auf dem Feldzug gegen Philipp I. von Heinsberg, den Erzbischof von Köln, machte die Zweite Schlacht auf dem Haler Feld am 1. August 1179 (nordwestlich von Osnabrück) an der Seite von Graf Bernhard I. von Ratzeburg mit und bekam damals die entscheidenden Rechte im Mittelwesergebiet von Heinrich dem Löwen, die zur Basis der Herrschaft Schauenburg, seit 1295 Grafschaft Schaumburg genannt, wurden.
1180 fiel Adolf III. von Heinrich dem Löwen ab, woraufhin ihn dieser aus Holstein und aus seiner Residenz, der Siegesburg in Segeberg, vertrieb. Adolf III. schlug sich auf die Seite Kaiser Friedrichs I. Barbarossa, mit dessen Hilfe er nach dem Sturz Heinrichs des Löwen seine Herrschaft 1181 wiederherstellte. Er beförderte 1187 die Gründung der Hamburger Neustadt, indem er den Siedlern gegenüber den Bewohnern der bischöflichen Altstadt Privilegien und Freiheitsrechte, Zollfreiheit und Marktrechte versprach.
Mit dem Barbarossa-Privileg 1188 beschnitt Friedrich I. jedoch den Anspruch Adolfs III. auf die Stadt Lübeck. Adolf III. begleitete 1189 Barbarossa beim Dritten Kreuzzug ins Heilige Land und ließ den Grafen von Dassel als Statthalter zurück. Im August 1190 erreichte er so Tyrus, von wo er das Kreuzzugsheer verließ und auf dem Seeweg nach Holstein zurückkehrte, um seine Lande erneut gegen den aus dem Exil zurückgekehrten Heinrich den Löwen zu verteidigen. 1196 begab er sich ein zweites Mal ins Heilige Land, diesmal mit dem Kreuzzug Heinrichs VI.; er kehrte 1198 zurück.
In die Regierungszeit Adolfs III. fällt der Versuch der Expansion Dänemarks unter König Knut VI. und dessen Bruder und Nachfolger Waldemar II. Diese Expansion war, nachdem Adolf III. 1201 die Schlacht bei Stellau verloren hatte und später in Hamburg von Waldemar II. gefangen genommen worden war, für einige Jahrzehnte erfolgreich. Nach seiner Gefangennahme verzichtete Adolf III. 1203 auf die Herrschaft Holstein und Stormarn und zog sich in die Herrschaft Schauenburg zurück, um sich damit die Freilassung aus seiner Gefangenschaft zu erkaufen. Als Herrscher auch über Hamburg setzte Waldemar II. seinen Neffen Albrecht II. von Orlamünde ein, der sich als erster Graf von Holstein nannte. Erst Adolfs III. Sohn, Adolf IV., gelang die Rückeroberung Holsteins, wo er sich ebenfalls Graf nannte, und auch die Wiederinbesitznahme der Siegesburg.
Um das Jahr 1224 verzichtete Adolf III. auf Ansuchen des Bischofs von Minden, Konrad I. von Rüdenberg, auf seine vogteilichen Rechte an den Kirchengütern des Klosters Wennigsen. Diese Urkunde ist gleichzeitig die erste schriftliche Urkunde dieses Klosters sowie eine der ersten schriftlichen Urkunden des Ortes Wennigsen (Deister).

## Ehe und Nachkommen
Adolf III. war seit 1182 mit Adelheid von Assel († 25. Dezember 1185) und danach ab 1189 mit Adelheid von Querfurt († um 1210) verheiratet.
Mit letzterer hatte er sechs Kinder:
- Adolf IV. (* vor 1205; † 1261), Graf von Schauenburg und Holstein
- Konrad († 1237/38)
- Bruno von Schauenburg († 1281), Dompropst von Hamburg, Bischof von Olmütz in Mähren
- Mechthilde  († um 1264) ⚭ Otto I. von Tecklenburg
- Margarete ⚭ Johann I. von Adensen
- Hildegunde (nach 1230) ⚭ Burchard I. Graf von Oldenburg